# Clan Amago
Il clan Amago (尼子氏?, Amago-shi, detto anche Amako) fu un potente clan di samurai del Giappone medievale durante l'epoca Sengoku, discendente dall'imperatore Uda (868–897) dal clan Sasaki (Uda Genji).

## Storia
Nel XIV secolo, Sasaki Takahisa, dopo aver perso i suoi genitori all'età di tre anni, fu allevato da una suora (ama in giapponese). Fu il primo a prendere il nome di Amago (figlio di suora) in sua memoria, e da quel nome nacque il clan che gli sarebbe stato discendente. Tale clan combatté contro il clan Ōuchi e il clan Mōri (che era stato tra i loro vassalli), durante il periodo Sengoku in Giappone.
Amago Tsunehisa (1458-1541), pronipote di Takahisa, ereditò da suo padre Kiyosada e suo nonno Mochihisa il titolo di shugo della provincia di Izumo risiedendo al castello di Gassantoda. Sotto la sua guida il clan raggiunse l'apice della potenza.
Per gran parte dei successivi cento anni, il clan lottò con gli Ōuchi e i Mōri, che controllavano le province limitrofe, e cadde in declino quando il castello di Gassantoda cadde contro i Mōri nel 1566. Amago Katsuhisa, altro membro maggiore del clan, cercò di ridare prestigio al clan unendosi alle forze di Oda Nobunaga; tra l'altro, egli era a corto di generali esperti capaci di fungere da signori per controllare il suo dominio, ora molto esteso, e lo richiamò da Kyoto. Favorito dalla nuova alleanza, Katsuhisa invase le province di Tajima e Inaba (allora possedute dal clan Yamana), ma gli fu fatale l'inesperienza in battaglia, e perse la vita nell'assedio di Kōzuki contro il clan Mōri nel 1578, a soli vent'anni. I discendenti del clan rimasti, eredi di Amago Kunihisa, divennero servitori del clan Mōri del dominio di Chōshū.

## Capi clan
1. Amago Takahisa (尼子高久, 1363–1391)
2. Amago Mochihisa (尼子持久, 1381–1437)
3. Amago Kiyosada (尼子清定, 1410–1488)
4. Amago Tsunehisa (尼子経久, 1458–1541)
5. Amago Haruhisa (尼子晴久, 1514–1561)
6. Amago Yoshihisa (尼子義久, 1540–1610)
7. Amago Motosato (尼子元知, 1572 o 1598–1622)
8. Amago Nariyasu (尼子就易, ?–1659)
9. Amago Ujihisa (尼子氏久, 1646–1710)
10. Amago Motouji (尼子元氏, ?–1730)
11. Amago Tokihisa (尼子時久, 1690–1752)
12. Amago Narikiyo (尼子就清, 1721–1788)
13. Amago Fusataka (尼子房高, 1754–1827)
14. Amago Motohisa (尼子元久)
15. Amago Chikanobu (尼子親辰)
16. Amago Michisuke (尼子道介)
17. Amago Shigehisa (尼子薫久)
18. Amago Torasuke (尼子寅介)

## Membri noti
- Amago Kiyosada (?-1487)
- Amago Tsunehisa (1458–1541)
- Amago Hisayuki (?-1541)
- Amago Masahisa (1488–1513)
- Amago Okihisa (1497–1534)
- Amago Haruhisa (1514–1562)
- Amago Kunihisa (?-1554)
- Amago Sanehisa (1492-1554)
- Amago Katsuhisa (1553–1578)
- Amago Yoshihisa (1540–1610)

## Servitori e vassalli
I capi generali del clan Amago erano chiamati Amago 10 Yushi (尼子十勇士).
- Yamanaka Yukimori (1544–1578)
- Akiage Iorinosuke
- Yokoji Hyogonosuke (?-1570)
- Ueda Saenosuke
- Teramoto Seishinosuke
- Motomo Dorinosuke
- Kogura Nezuminosuke
- Fukada Doronosuke
- Hayakawa Ayunosuke
- Yabunaka Ibaranosuke

Altri vassalli:
- Uyama Hisakane

## Opere letterarie
- Frederic, Louis (2002). "Japan Encyclopedia." Cambridge, Massachusetts: Harvard University Press.